# Mango (przedsiębiorstwo)
Mango – hiszpańskie przedsiębiorstwo odzieżowe. 

## Historia firmy
Dwaj tureccy bracia, Isak Andic i Nahman Andic, założyciele Mango (znanego również jako MNG), otworzyli swój pierwszy sklep w Barcelonie w 1984 roku. Rok później firma miała pięć punktów sprzedaży. To, co początkowo było małym zespołem, zaczęło się stopniowo rozrastać.
Pod koniec 1988 roku firma miała już 13 punktów sprzedaży w całej Hiszpanii. Zaledwie w 4 lata, w 1992 roku, Mango podjęło pierwszą próbę ekspansji poza rynek krajowy, otwierając dwa sklepy w Portugalii.
Firma ma obecnie ponad 2700 sklepów w 110 krajach.
W 2020 60 procent sklepów Mango było franczyzowych, a 40 procent należało do nich. Obecnie zatrudnia ponad 15 000 pracowników, w tym 70% kobiet, z czego 1800 pracuje w Hangar Design Center, największym centrum projektowym w Europie i jego siedzibie. Andic wybrał nazwę „Mango” po skosztowaniu tego owocu podczas podróży na Filipiny. Ciekawe jest to, że wyraz ten wymawia się tak samo w każdym języku.

## Kondycja finansowa Mango
Mango to jeden z największych konkurentów Zary, który jest pierwszym sprzedawcą detalicznym w Hiszpanii. Według Forbesa, imperium handlu detalicznego uczyniło jednego z założycieli Mango, Isaka Andica i jego rodzinę, czwartym najbogatszym człowiekiem w Hiszpanii.
Przychody Mango wyniosły 2,37 mld euro w 2019 r., co oznacza poprawę o 6,3%, podczas gdy w roku podatkowym 2018 r. 2,23 mld euro. Sprzedaż w sklepach wzrosła o 5,5%, a sprzedaż internetowa o 26,7%, przekraczając ich oczekiwania. Mango planuje otworzyć znacznie więcej oddziałów i zwiększyć swoje przychody do 4 miliardów euro do końca 2020 roku.